# Legnano Knights
O Legnano Basket Knights é um clube profissional de basquetebol situado na comuna de Legnano, Lombardia, Itália que disputa atualmente a Serie A2.